# Henning von Berg

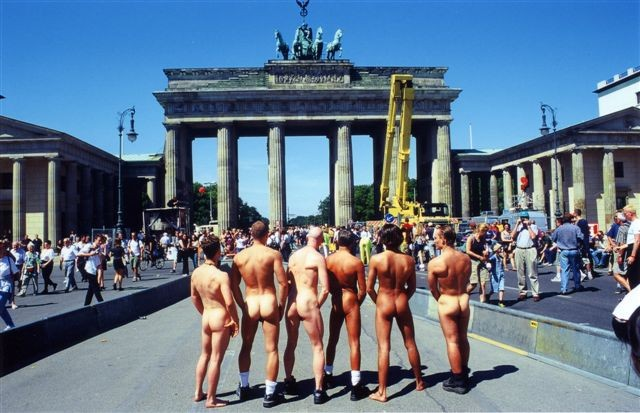
Henning von Berg: Naked Berlin, Braniborská brána, 1999

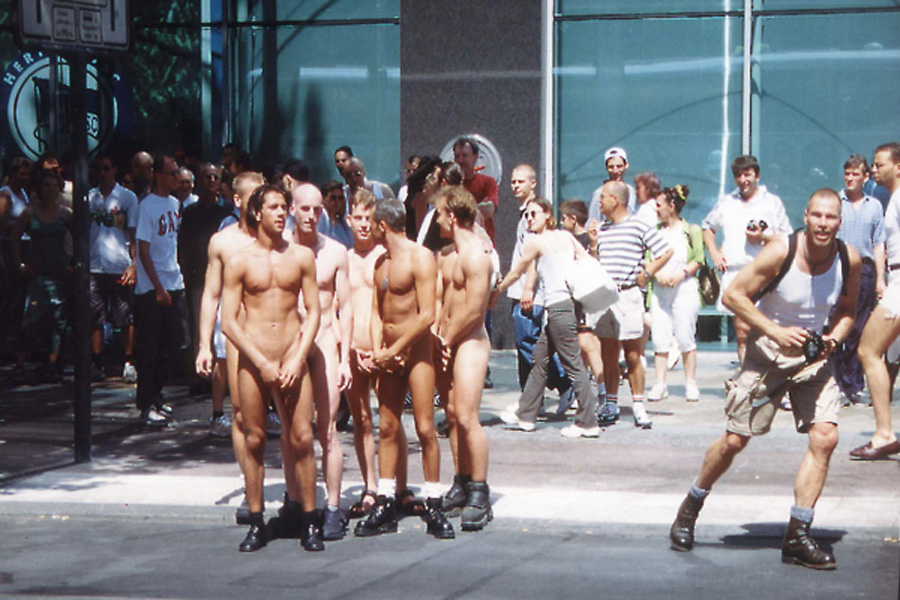
Naked Berlin - Tauentzien, 1999; Henning von Berg (vpravo) a jeho skupina nahých mužů na hlavním bulváru Tauentzien v Berlíně

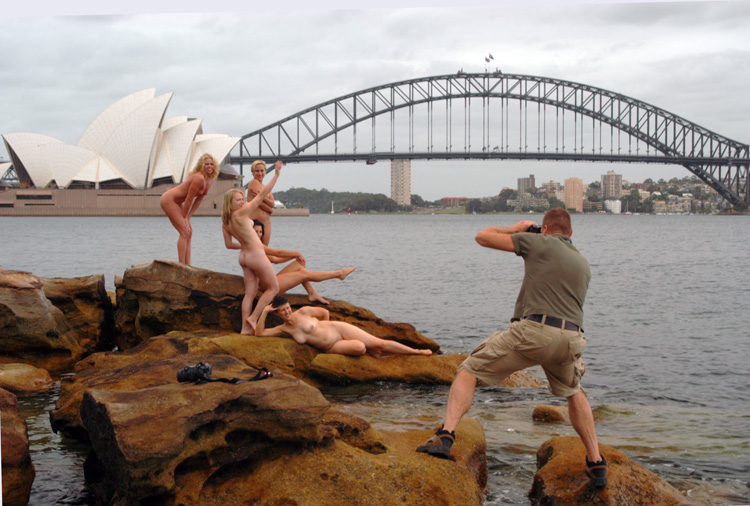
Naked Sydney, 2005; Henning von Berg a jeho skupina nahých žen před Operou v Sydney

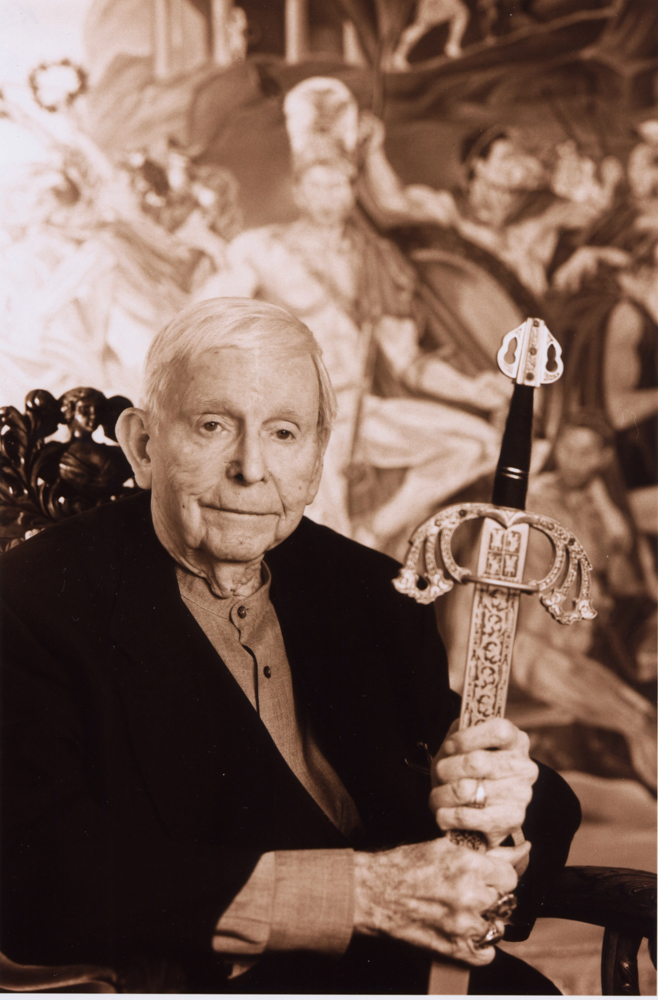
Aktivista za lidská práva Morris Kight v Los Angeles, 2002

Henning von Berg (* 10. června 1961 Hannover) je německý inženýr, který se později stal portrétním fotografem. Jeho specialitou jsou charakteristické skupinové portréty a výtvarné akty.

## Životopis
Henning von Berg se narodil v severním Německu do rodiny s téměř 500 let starou tradicí. Třináct let pracoval jako inženýr až do svých 35 let, kdy zjistil, že jeho posláním je být fotografem.
V létě roku 1997 uspořádal své první skupinové fotografování. To představovalo 28 nahých mužů v opuštěné továrně v Kolíně nad Rýnem. Poté výstava "Factory Boyz" rychle získala pozornost po celém Německu pro své bizarní spojení "tělo a budova". Pouye o jeden rok později byl snímek Schodiště z této série se 13 nahými mužskými modely vybrán americkým vydavatelem pro mezinárodní antologii o fotografii: V knize "Naked Men Exposed - A Celebration of the Male Nude from 90 of the World's Greatest Photographers" byl samouk Berg vedle fotografických ikon jako například David Hockney, Horst P. Horst, Harriet Leibowitz, Robert Mapplethorpe, Eadweard Muybridge, Man Ray nebo Andy Warhol.
V roce 1999 Berg začal organizovat sociálně-politická prohlášení (tolerantní duch a naprostá svoboda pro umění) v kombinaci s nahotou na veřejnosti. Se svým týmem fotografoval šest zcela nahých mužů na deseti turistických destinacích Berlína, včetně uvnitř historického parlamentu Reichstag. Tisíce fascinovaných kolemjdoucích ze zábavy tleskali.
Zábavné fotografie Nahý Berlín ("Naked Berlin"), byly publikovány v novinách po celém světě jako "Reichstags Rascals". K dnešnímu dni zůstává série "Naked Berlin" světově prvním a jediným v historii fotografie mužského aktu uvnitř budovy parlamentu.
V roce 2005 von Berg zrealizoval vhodný protějšek fotografováním opačného pohlaví na druhé straně Země. Skandální série "Naked Sydney" dokumentovalo skupinu šťastný nahých žen v centru Sydney před národními symboly, včetně slavné opery Sydney Opera House.
Později byly obě provokativní série prezentovány na výstavách po celém světě. Podporoval je také Goethe-Institut, německá nezisková organizace, jejímž posláním je podporovat německý jazyk a kulturu mimo německy mluvící země. Nakonec cykly "Naked Berlín - Sydney Naked" v mezinárodním měřítku mohlo spatřit více než 200 000.

## Poslední práce
Henning von Berg se specializuje na charakteristické portréty seniorů (jeho nejstarší modelka byla 108 let stará žena) a výtvarné akty většinou modelů amatérů. Von Berg dává přednost snímání v přirozeném osvětlení a rád do obrazů integruje panoramatické snímky krajin a monumentálních staveb.
Ve svých uměleckých projektech rád rozbíjí tradiční pravidla. Pracuje s mladými i starými lidmi, muži a ženami, šlechtici i prostitutkami, sportovci i osobami se zdravotním postižením, běžnými lidmi i osobnostmi (jako např. Julius Shulman, Tim Curry, Kurt Kreuger, Derrick Davenport nebo Don Bachardy).
Jeho práce se objevily ve více než 480 publikací a na 43 mezinárodních výstavách v muzeích a galeriích na čtyřech kontinentech.

## Výstavy (výběr)
- Goethe Institut Los Angeles "Naked Berlin | The Liberal Capital"
- Advocate Gallery in Hollywood "City Of Angels Gates Of Hell"
- Kunstforum Köln "Colognia | California"
- Feitico Gallery in Chicago "Angels"
- Auction House Villa Grisebach in Berlin "Reichstagslümmel"
- Art Foundation ToF-Foundation in Hollywood "Erotic Art Fair"
- Galleries in Köln, Münster, Dortmund, Bielefeld "Factory Boyz"
- Catherine Beatty Gallery in Sydney "Naked Berlin | The Liberal Capital"
- Park Hotel Hyatt-Levantehaus in Hamburg "Art Meets Charity"
- Plaza Hotel in Washington, D.C. "M.A.L. 2000"
- Leather Archives & Museum in Chicago "Stairway"
- Flinders Hotel in Sydney "Universal"
- Gallery Kunst(B)handlung in Mnichov "Subversiv"
- Highway's Gallery in Venice Beach "GWM"
- Gallery Deja Design in Los Angeles "QATB Universal"
- Festival Divers/City, Parc Emilie-Gamelin in Montreal "Naked Berlin | Naked Sydney"
- Gallery Tristesse Deluxe in Berlin with Nan Goldin and others
- Gallery Camen de la Guerra in Madrid "La Mirada G"
- Salon SIGL International, Carrousel du Louvres (Pyramid) in Paris "Alpha Males"
- Gallery Dennis Dean in Fort Lauderdale "Retrospective 1997-2010"